# Massacre de Boyadzhik
 (mai 2024).
Le massacre de Boyadzhik, également connu sous le nom de « Horo sanglant », est un massacre perpétré par des mercenaires ottomans contre des bulgares dans le village de Boyadzhik, en 1876. 

## Histoire
Le 11 mai 1876, les villageois de Boyadzhik se sont rassemblés comme chaque année dans le cimetière du village pour rendre hommage aux célèbres apôtres et maîtres slaves, les saints frères Cyrille et Méthode. Pendant ce temps, le chef ottoman des villages environnants, Edem Aga, attaque le village avec ses bachi-bouzouks circassiens, qui pillent le village et déclenchent des émeutes. Pour se défendre, les villageois installent une garde armée à l'entrée de Boyadzhik. À cette occasion, Shefket Pacha, qui se trouvait à Sliven, fut informé qu'une rébellion se préparait dans le village. Ainsi, le 17 mai 1876, lui et ses bachi-bouzouks se rendirent à Boyadzhik et attaquèrent le village.
Une grande partie de la population se réfugie dans l'église locale, mais celle-ci est incendiée par les turcs et ceux qui s'y cachaient sont contraints d'en sortir. C'est le début du massacre. Des dizaines d'hommes, de femmes et d'enfants sont tués. Une cinquantaine de jeunes hommes capturés vivants ont été forcés de danser devant le berger, après quoi ils ont également été tués, avec des méthodes sauvages et brutales, comme souvent lors des nettoyages ethniques perpétrés par les ottomans (comme en Arménie). C'est pourquoi le massacre de Boyadzhik est également connu dans l'histoire sous le nom de « horo sanglant ».
Tous les biens des habitants du village furent volés ou détruits par les bachi-bouzouks. Le massacre de Boyadzhik a été défini par les historiens comme le troisième en nombre de victimes après les massacres de Batak et de Stara Zagora et comme le deuxième massacre le plus brutal après celui de Batak, en termes de méthodes. Au total, ce sont environ 170 hommes, femmes et enfants qui y ont trouvé la mort, ainsi que 2 prêtres, Zhelyazko Kolev et M. Ivanov. Le grand-père de l'inventeur du premier ordinateur numérique électronique, John Atanasov faisait partie des personnes tuées et son père Ivan, encore bébé, a survécu dans les bras de son père tué. 
Dans ses mémoires, John Atanasov écrit :

« Ma grand-mère courait, pendant que l'enfant (mon père) était dans les bras de mon grand-père ... une balle siffla ... un des soldats turcs venait de tirer sur mon grand-père droit dans le torse, il tomba raide mort, une cartouche qui avait ricoché heurta mon père, ce qui lui laissa une cicatrice pour toute sa vie, comme un horrible souvenir de ces évènements. »

À ce jour, une liste des noms de 145 victimes a été retrouvée.